# Sladjan
Sladjan je moško osebno ime.

## Izvor imena
Ime Sladjan je moška oblika ženskega osebnega imena Slađana.

## Pogostost imena
Po podatkih Statističnega urada Republike Slovenije je bilo na dan 31. decembra 2007 v Sloveniji število moških oseb z imenom Sladjan: 23.